# آلتو دا بوآ ویستا، ریو دو ژانیرو
آلتو دا بوآ ویستا، ریو دو ژانیرو (به پرتغالی: Alto da Boa Vista, Rio de Janeiro) یک منطقهٔ مسکونی در برزیل است که در ایالت ریو د ژانیرو واقع شده‌است.